# Béla Varga
Béla Varga (Kiskunfélegyháza, Àustria-Hongria, 2 de juliol de 1889 - Budapest, 4 dd'abril de 1969) va ser un lluitador hongarès que va competir a començaments del segle xx.
El 1912 va prendre part en els Jocs Olímpics d'Estocolm, on guanyà la medalla de bronze de la categoria del pes semipesant de lluita grecoromana. Dotze anys més tard, el 1924, va disputar els Jocs de París, finalitzant en sisena posició de la categoria del pes semipesant de lluita grecoromana.